# ŠNK Sloga Hrastovica
Športski nogometni klub Sloga Hrastovica hrvatski je nogometni klub iz Hrastovice. Osnovan je 1947. godine. Trenutno se natječe se u 1. ŽNL Sisačko-moslavačkoj.
Pored seniorske, u klubu postoje i juniorska i selekcija pionira.

## Povijest
Klub je osnovan 1947. godine pod imenom Nogometni klub Sloga, pod kojim je registriran i u Republici Hrvatskoj 1995. godine. Novi naziv (Športski nogometni klub Sloga) nosi od 1998. godine.
Od samostalnosti Hrvatske natječe se u 3. županijskoj ligi, sve do 2008. godine kada dolazi do jednih od najvećih uspjeha u novijoj povijesti. Te godine klub osvaja 1. mjesto i plasman u viši rang, a 2010. godine osvaja 1. mjesto u 2. županijskoj ligi i od tada se natječe u 1. županijskoj ligi sve do sezone 2013./14. kojom ispadaju u niži rang. Zadržali su se u 2. županijskoj ligi sve do sezone 2016./17. kojom su ispali u 3. ŽNL. U sezoni 2018./19. Sloga osvaja 3. ŽNL te ponovno ulaze u viši rang. U sezoni 2022./23. Sloga osvaja 2. ŽNL Sisačko-moslavačke županije te nakon uspješnih kvalifikacija ulaze u 1. ŽNL Sisačko-moslavačke županije. 

### Plasmani kluba kroz povijest
| Sezona      | Liga                               | Plasman    |
| ----------- | ---------------------------------- | ---------- |
| 1998./99.   | 2. ŽNL Sisačko-moslavačka NS Sisak | 3. mjesto  |
| 1999./2000. | 2. ŽNL Sisačko-moslavačka NS Sisak | 9. mjesto  |
| 2000./01.   | 2. ŽNL Sisačko-moslavačka NS Sisak | 9. mjesto  |
| 2006./07.   | 2. ŽNL Sisačko-moslavačka NS Sisak | 11. mjesto |
| 2007./08.   | 3. ŽNL Sisačko-moslavačka NS Sisak | 9. mjesto  |
| 2008./09.   | 2. ŽNL Sisačko-moslavačka          | 1. mjesto  |
| 2009./10.   | 2. ŽNL Sisačko-moslavačka          | 7. mjesto  |
| 2010./11.   | 2. ŽNL Sisačko-moslavačka          | 1. mjesto  |
| 2011./12.   | 1. ŽNL Sisačko-moslavačka          | 9. mjesto  |
| 2012./13.   | 1. ŽNL Sisačko-moslavačka          | 8. mjesto  |
| 2013./14.   | 1. ŽNL Sisačko-moslavačka          | 6. mjesto  |
| 2014./15.   | 2. ŽNL Sisačko-moslavačka          | 7. mjesto  |
| 2015./16.   | 2. ŽNL Sisačko-moslavačka          | 12. mjesto |
| 2016./17.   | 2. ŽNL Sisačko-moslavačka          | 14. mjesto |
| 2017./18.   | 3. ŽNL Sisačko-moslavačka          | 5. mjesto  |
| 2018./19.   | 3. ŽNL Sisačko-moslavačka          | 1. mjesto  |
| 2019./20.   | 2. ŽNL Sisačko-moslavačka          | 13. mjesto |
| 2020./21.   | 2. ŽNL Sisačko-moslavačka          | 7. mjesto  |
| 2021./22.   | 2. ŽNL Sisačko-moslavačka          | 2. mjesto  |
| 2022./23.   | 2. ŽNL Sisačko-moslavačka          | 1. mjesto  |
| 2023./24.   | 1. ŽNL Sisačko-moslavačka          | 13. mjesto |
| 2024./25.   | 1. ŽNL Sisačko-moslavačka          |            |

## Vanjske poveznice
- Sportski klubovi grada Petrinje  Arhivirana inačica izvorne stranice od 5. ožujka 2016. (Wayback Machine)
- Facebook stranica kluba
- Profil, HNS Semafor